# JCSAT
JCSAT（ジェイシーサット）とはスカパーJSAT株式会社保有の通信衛星のうち、前身のJSAT株式会社から手がけている日本を通信範囲に含むシリーズである。現行の機体はいずれも3軸姿勢制御型。

## 衛星一覧
| 名称                                                   | 衛星バス                         | 軌道位置           | 打上日(UTC)    | 運用終了日       | 打上機       |
| ------------------------------------------------------ | -------------------------------- | ------------------ | -------------- | ---------------- | ------------ |
| JCSAT-1                                                | ヒューズHS-393                   | 東経150度          | 1989年3月6日   | 1998年           | アリアン4    |
| JCSAT-2                                                | HS-393                           | 東経154度          | 1990年1月1日   | 2002年           | タイタンIII  |
| JCSAT-3                                                | ヒューズHS-601                   | 東経128度          | 1995年8月29日  | 2007年           | アリアン2    |
| JCSAT-R （現Intelsat 26） （旧JCSAT-4） （旧JCSAT-1A） | HS-601                           | 予備衛星           | 1997年2月17日  | 2009年譲渡       | アリアン2    |
| JCSAT-1B <JCSAT-5>                                     | HS-601                           | 東経150度          | 1997年12月2日  | 2017年7月        | アリアン4    |
| JCSAT-6 （旧JCSAT-4A） <JCSAT-6>                       | HS-601                           | 東経136度          | 1999年2月16日  | 2021年12月       | アリアン2    |
| N-SAT-110 （JCSAT-110） <JCSAT-7>                      | ロッキード・マーティン A2100AX   | 東経110度          | 2000年10月6日  | 2019年1月        | アリアン4    |
| JCSAT-8 (旧JCSAT-2A） <JCSAT-8>                        | ボーイング BSS-601               | 東経154度          | 2002年3月29日  | 2021年1月        | アリアン4    |
| JCSAT-5A <JCSAT-9>                                     | A2100AX                          | 東経132度          | 2006年4月12日  | 運用中           | ゼニット3    |
| JCSAT-3A <JCSAT-10>                                    | A2100AXS                         | 東経128度          | 2006年8月11日  | 運用中           | アリアン5    |
| JCSAT-11                                               | A2100AXS                         | 予備衛星           | 2007年9月5日   | （打上失敗）     | プロトン-M   |
| JCSAT-12 （旧JCSAT-RA） <JCSAT-12>                     | A2100AXS                         | 東経169度 予備衛星 | 2009年8月21日  | 運用中           | アリアン5    |
| Intelsat 15 （JCSAT-85）                               | オービタル・ サイエンシズ STAR-2 | 東経85度           | 2009年11月30日 | 運用中           | ゼニット3SLB |
| BSAT-3c/ JCSAT-110R （JCSAT-110R）                     | A2100A                           | 東経110度          | 2011年8月6日   | 運用中           | アリアン5    |
| JCSAT-4B <JCSAT-13>                                    | A2100AX                          | 東経124度          | 2012年5月15日  | 運用中           | アリアン5    |
| JCSAT-2B <JCSAT-14>                                    | SS/L SSL1300                     | 東経154度          | 2016年5月6日   | 運用中           | ファルコン9  |
| JCSAT-110A <JCSAT-15>                                  | SSL1300                          | 東経110度          | 2016年12月22日 | 運用中           | アリアン5    |
| JCSAT-16                                               | SSL1300                          | 東経136度 予備衛星 | 2016年8月14日  | 軌道上待機中     | ファルコン9  |
| JCSAT-17                                               | A2100                            | 東経136度          | 2020年2月18日  | （打上後引取前） | アリアン5    |
| JCSAT-1C <JCSAT-18>                                    | ボーイング BSS-702MP             | 東経150度          | 2019年12月16日 | 運用中           | ファルコン9  |

### 運用中の衛星
- JCSAT-1C - Kuバンド・Kaバンド衛星。航空機インターネット接続サービスやインドネシア国内向けの通信（テレグローバル社）等に利用されている。国際通信事業にも利用されている。
- JCSAT-6 - Kuバンド専用衛星。当初はJCSAT-4Aの呼称を持ち東経124度にてスカパー!プレミアムサービスで使用されていた。
- JCSAT-110 - CS放送に特化した日本向けのKuバンド専用衛星。CS放送のスカパー!のサービスに利用されている。別名・N-SAT-110。なお本衛星は、JSATと同じくスカパーJSATの前身である宇宙通信株式会社との共同利用機であった。同社による呼称「SUPERBIRD D」も用いている。
- JCSAT-2A - Cバンドは国際通信に、Kuバンドは日本国内の企業内通信、SNGのほか、ミュージックバードのPCM音声放送、SPACE DiVA両サービスにも利用されている。
- JCSAT-5A - N-STARaの後継機。別名：N-STARd。SバンドはNTTドコモの衛星携帯電話であるワイドスター用で、N-STARcと連携をとりながら稼動している。Kuバンドは、固定電話網のバックアップ・離島向け中継回線等のNTTグループの通信に利用される。
- JCSAT-3A - 日本初のCSデジタルテレビジョン放送パーフェクTV!（現スカパー!プレミアムサービスのパーフェクTVサービス）に利用された衛星JCSAT-3の後継機。Cバンドは国際通信に利用。
- JCSAT-RA - 予備衛星であるが、JCSAT-5Aの一部及びJCSAT-110のバックアップ機能は有していない。当初JCSAT-4としてCS放送のスカパー!プレミアムサービスに利用されていた初代予備衛星JCSAT-R（のちにインテルサットへ売却され、現在の呼称はIntelsat 26）の後継機。
- JCSAT-110R - JCSAT-110の予備衛星、かつ放送衛星システムとの区分保有機で、同社による呼称は「BSAT-3c」。
- JCSAT-4B - Kuバンド専用衛星。CS放送のスカパー!プレミアムサービスのサービスにも利用されている。もともとはJスカイBが利用する予定だったため、スカパーJSATでは「SKYサービス」と呼称していたJCSAT-4Aの後継機であるとともに、アジア及びオセアニア地域における通信・放送にも使用。
- JCSAT-2B - JCSAT-2Aの後継機。Kuバンドには国際ビームが追加され、出力が120Wから150Wへ増大した。Cバンドはカバーエリアが広くなり、北米などが追加された。出力は34Wから100Wへ増大した。

## 出来事
- 2005年
  - 1月17日 - 軌道制御中のJCSAT-1Bの姿勢が崩れ、衛星を監視するためのテレメトリ信号を見失った。これによりJCSAT-1Bを利用する全回線が不通となった。その後、1月19日から順次サービス復旧。
  - 7月22日 - 軌道制御中のJCSAT-1Bの姿勢が再び崩れ、衛星を監視するためのテレメトリ信号を見失った。これによりJCSAT-1Bを利用する全回線が不通となった。その後、予備衛星(JCSAT-R)をJCSAT-1Bの軌道位置へ移動しサービスを再開した。JCSAT-1Bは推進系のトラブルが原因で故障したという。
- 2006年
  - 4月13日 - N-STARaの後継機JCSAT-5A（調達名称：JCSAT-9）の打ち上げに成功。軌道上試験の後、6月8日にロッキード・マーティンより引き渡しを完了した。なお、同機のSバンドトランスポンダを用いてワイドスターと呼ばれる衛星電話サービスを提供するNTTドコモは同機をN-STARdと呼称しているが、これは当時ドコモが自社単独で保有していた通信衛星N-STARc（2010年にスカパーJSATが譲受）が存在するためである。
  - 8月12日 - アリアン5ロケットにより、JCSAT-3の後継となるJCSAT-3A（打ち上げ呼称JCSAT-10）の打ち上げに成功。同年10月に衛星引き渡し。
- 2007年
  - 9月6日 - JCSAT-11をJCSAT-R後継の予備衛星としてプロトン-Mロケットにより打ち上げるも失敗（→バイコヌール宇宙基地を参照）、同日代替衛星JCSAT-12を発注。
  - 9月18日 - 東経110度BS・CSハイブリッド衛星BSAT-3c/JCSAT-110Rの共同調達に放送衛星システムとの間で基本合意締結。
- 2009年
  - 4月16日 - JCSAT-4Aの後継として、JCSAT-13の調達・打上契約を締結。2013年の打ち上げを目指す。
  - 8月22日 - JCSAT-12の打ち上げ成功。同年スカパーJSATへ引き渡され、JCSAT-R後継の予備衛星JCSAT-RAとなった。
- 2011年8月7日 - BSAT-3c/JCSAT-110R打ち上げ。BSデジタル新チャンネル用放送衛星現用機（BSAT-3c）と、東経110度通信衛星予備機（JCSAT-110R）を兼ねる。